# Libertus (heilige)
Libertus van Vlaanderen, ook aangeduid als Libertus van Sint-Truiden of Sint-Libertus, was een rooms-katholieke heilige. Hij wordt herdacht op 14 juli, hoewel oudere bronnen zijn feestdag situeren op de tweede zondag van juli te Mechelen en op 4 juli in het bisdom Luik.

## Levensloop

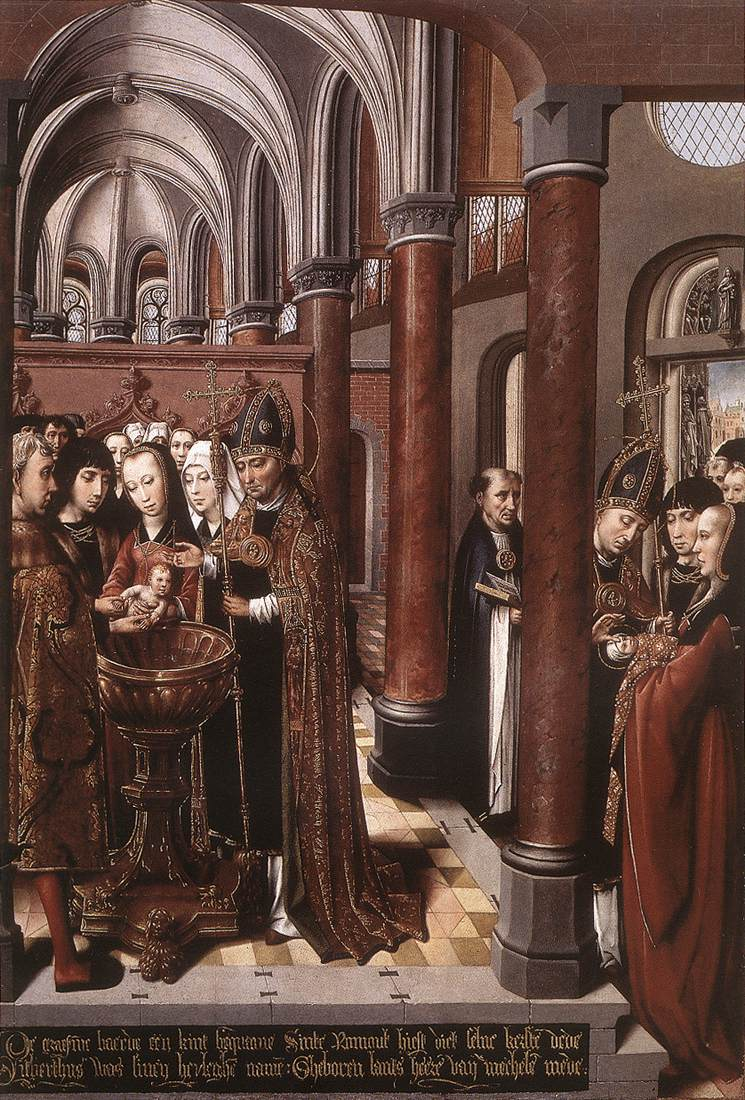
Doop van Sint-Libertus door Colijn de Coter, 1490, Sint-Romboutskathedraal, Mechelen

Volgens de legende was Libertus de zoon van graaf Ado van Mechelen en gravin Elisa. Aanvankelijk konden zij geen kinderen krijgen, tot ze Sint-Rombout ontmoetten. Hij voorspelde hen een zoon, die inderdaad werd geboren. Het kind viel echter in het water en verdronk. Opnieuw werd de hulp van Sint-Rombout ingeroepen. Hij slaagde erin Libertus weer tot leven te wekken. Uit dankbaarheid schonken de graaf en de gravin Rombout een landgoed waar hij zijn klooster stichtte.
Volgens een later verteld volksverhaal was het water in kwestie de Melaan. Toen Libertus hierin verdronk, vond men het lijk van het kind eerst niet. Twee dagen later brachten geesten het lichaam weer naar boven door de gebeden van Sint-Rombout.
Libertus zou later een volgeling van Sint-Rombout worden. Volgens andere bronnen was hij echter een benedictijn. Dat kan verklaren waarom hij later in Sint-Truiden actief werd, dat bekendstond om zijn benedictijnerabdij.
Net zoals zijn leermeester zou hij een gewelddadige dood sterven: in 783 werd hij vermoord door Noormannen aan het altaar te Sint-Truiden, samen met Goswin van Sint-Truiden. Een versie die beweert dat Libertus en Goswin in 835 de marteldood stierven, is minder waarschijnlijk. Hij was tenslotte een leerling van Sint-Rombout en die stierf al in 770. Hierover bestaan drie theorieën: ofwel is Goswin niet in 835, maar net als Libertus in 783 gestorven; ofwel stierf Libertus inderdaad in 783 en Goswin in 835 en werden hun stervensverhalen later aan elkaar verbonden; ofwel stierven ze inderdaad samen in 835 en is Libertus pas in latere legenden benoemd als leerling van Sint-Rombout.
Libertus' relikwieën werden in 1169 te Sint-Truiden gevonden. Een twaalfde-eeuwse kroniek vermeldt dat bij graafwerken voor de aanleg van een nieuw gebouw, de sarcofaag van Libertus werd opgedolven. Daarin trof men enkele beenderen, de schedel en het gestolde bloed van de heilige aan.
Libertus wordt vaak in een zwart habijt voorgesteld, knielend voor het altaar met een martelaarspalm in de hand, soms vergezeld door Goswin of Rombout. Een andere afbeeldingswijze toont hem met een adellijke muts en hermelijnen mantel, een schild en een hellebaard in de hand en een zwaard aan zijn gordel. Libertus is de patroonheilige van de schermers.
In Mechelen is er in de wijk Pasbrug een kerk naar Sint-Libertus vernoemd. Colijn de Coter vereeuwigde de doop van de heilige in 1490 op een schilderij, Frans Langhemans maakte in 1680 een natuurstenen sculptuur van Libertus.